# یخچال طبیعی ولتا
یخچال طبیعی ولتا (انگلیسی: Volta Glacier) در پارک ملی مشتاق در آلپ جنوبی جزیره نیوزیلند واقع شده‌است و به یخچال‌های بالایی و پایین تقسیم می‌شود که به یک آبشار یخی متصل شده‌اند یخچال ولتا در ارتفاع بالا قرار دارد و با سه قله احاطه شده‌است.